# Microsoft Copilot
Microsoft Copilot is een generatieve chatbot met kunstmatige intelligentie, ontwikkeld door Microsoft. Het is gebaseerd op een groot taalmodel en werd in februari 2023 gelanceerd als de belangrijkste vervanger voor Cortana van Microsoft, dat stopgezet werd.

De dienst werd geïntroduceerd onder de naam Bing Chat, als een ingebouwde functie voor Microsoft Bing en Microsoft Edge. In de loop van 2023 begon Microsoft de Copilot-merknaam eenduidig te gebruiken voor al zijn chatbotproducten, waarmee de copiloot-analogie werd versterkt. Tijdens de Build 2023-conferentie kondigde Microsoft zijn plannen aan om Copilot te integreren in Windows 11, zodat gebruikers er rechtstreeks via de taakbalk toegang toe krijgen. In januari 2024 werd een speciale Copilot-toets aangekondigd voor Windows-toetsenborden.

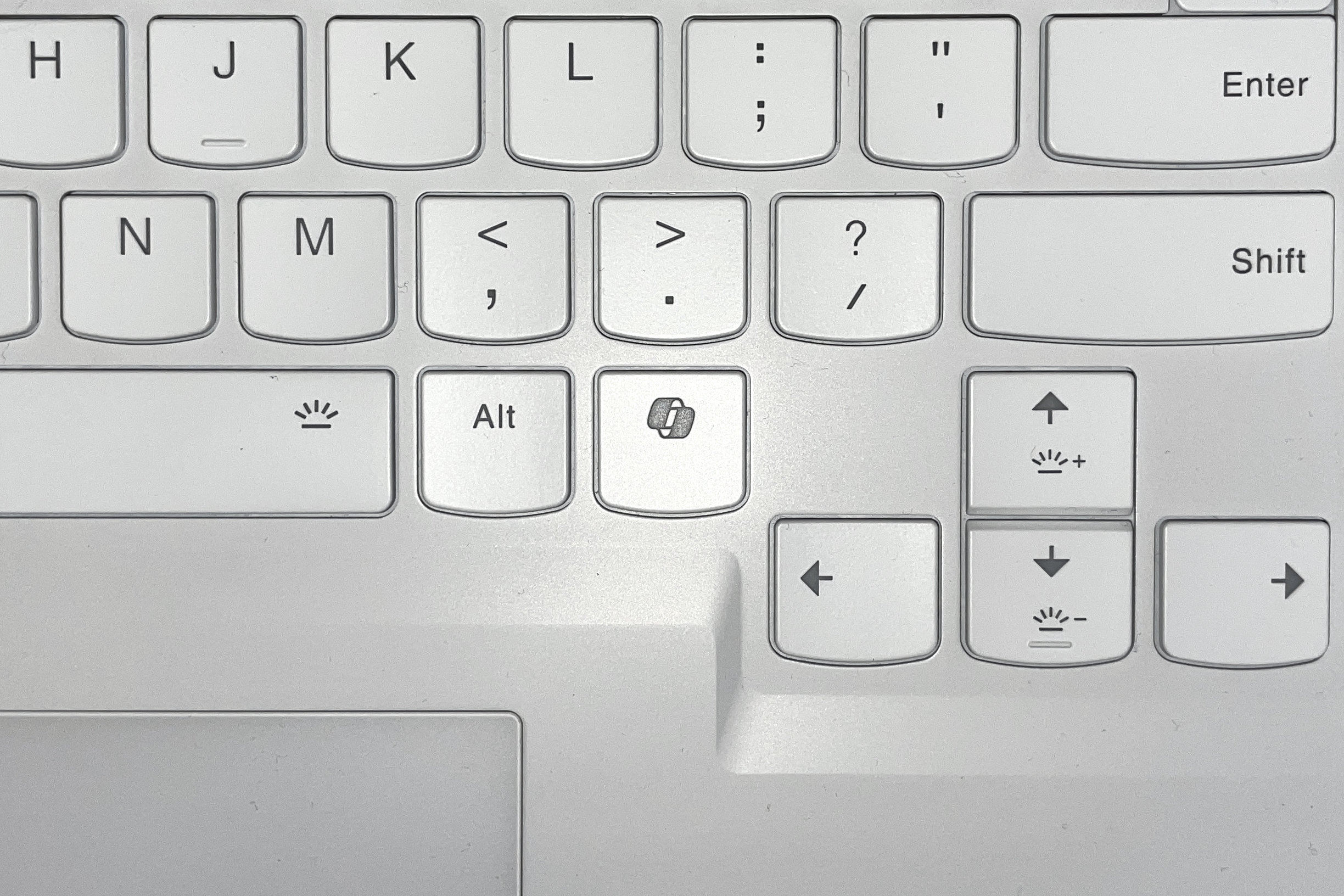
Copilot-toets (in het midden) op een Lenovo Legion 7i-laptop. Vanaf 2024 vervangt deze toets de menutoets voor Windows-compatibele toetsenborden.

Copilot maakt gebruik van het Microsoft Prometheus-model, dat is gebaseerd op het grote taalmodel GPT-4 van OpenAI, dat op zijn beurt is verfijnd met behulp van zowel supervised als reinforcement learning-technieken. De conversatie-interface van Copilot lijkt op die van ChatGPT. De chatbot kan bronnen citeren, gedichten schrijven, liedjes genereren en verschillende talen en dialecten gebruiken.
Microsoft biedt Copilot aan volgens een freemium-model. Gebruikers met het gratis abonnement hebben toegang tot de meeste functies. Betalende abonnees van de betaalde abonnementsservice 'Microsoft Copilot Pro' krijgen echter voorrang bij de toegang tot nieuwere functies, waaronder het aanmaken van aangepaste chatbots. Er zijn verschillende standaardchatbots beschikbaar in de gratis versie van Microsoft Copilot, waaronder de standaard Copilot-chatbot en Microsoft Designer, die is gericht op het gebruik van zijn Image Creator om afbeeldingen te genereren op basis van tekstprompts.

## Ontvangst
Tom Warren, een senior editor bij The Verge, heeft de gelijkenis in opzet opgemerkt tussen Copilot en andere assistentfuncties van Microsoft, zoals Cortana en Clippy. Warren gelooft ook dat grote taalmodellen, naarmate ze zich verder ontwikkelen, de manier waarop gebruikers werken en samenwerken kunnen veranderen. Rowan Curran, analist bij Forrester, stelt dat de integratie van AI in productiviteitssoftware kan leiden tot verbeteringen in de gebruikerservaring.
Zorgen over de snelheid waarmee Microsoft de laatste tijd zijn op AI gebaseerde producten en investeringen heeft uitgebracht, hebben geleid tot vragen over de ethische verantwoordelijkheden bij het testen van dergelijke producten. Eén ethische zorg die het publiek heeft geuit is dat GPT-4 en soortgelijke grote taalmodellen raciale of gender-vooroordelen kunnen versterken. Individuen, waaronder Tom Warren, hebben ook hun zorgen geuit over Copilot nadat ze getuige waren geweest van verschillende gevallen van kunstmatige hallucinaties bij de chatbot. In juni 2024 werd vastgesteld dat Copilot herhaaldelijk verkeerde informatie had verstrekt over de Amerikaanse presidentsverkiezingsdebatten van 2024.
Als reactie op deze zorgen stelde Jon Friedman, de Corporate Vice President of Design and Research bij Microsoft, dat Microsoft "de geleerde lessen" uit de ervaringen met Bing toepaste om "de risico’s" van Copilot te beperken. Microsoft beweerde dat het een team van onderzoekers en ingenieurs aan het samenstellen was om mogelijke negatieve gevolgen te identificeren en te verzachten. Het gestelde doel was dit te bereiken door het verfijnen van trainingsgegevens, het blokkeren van vragen over gevoelige onderwerpen en het beperken van schadelijke informatie. Microsoft verklaarde dat het van plan was om InterpretML en Fairlearn te gebruiken om databias te detecteren en te corrigeren, links naar de bronnen te voorzien en eventuele beperkingen te vermelden.